# M83 (álbum)
M83 es el álbum de estudio debut de la banda francesa de Electropop homónima, lanzada el 18 de abril de 2001 en Gooom disques. El álbum fue reeditado el 5 de septiembre de 2005 en Mute Records para su lanzamiento en Norteamérica y esta es a veces referida como 0905.
Producido por M83 y Morgan Daguenet, el álbum es predominantemente instrumental, con diversos sampleos de diálogos de diversas películas y programas de televisión que aparecen en las canciones. Los títulos de las canciones, si se leen de manera secuencial, forman una historia corta.

## Antecedentes
Grabado como dúo por los miembros fundadores, Anthony González y Nicolás Fromageau, el álbum fue grabado en Echotone, en el otoño de 2000, con el coproductor Morgan Daguenet. La canción "Slowly", incluida en la reedición del álbum de 2005, fue grabada dos años más tarde en el mismo lugar.

## Lista de canciones
Todas las canciones escritas y compuestas por M83. 
| Versión original |                       |          |  |
| N.º              | Título                | Duración |  |
| 1.               | «Last Saturday»       | 0:58     |  |
| 2.               | «Night»               | 5:47     |  |
| 3.               | «At The Party»        | 1:01     |  |
| 4.               | «Kelly»               | 4:27     |  |
| 5.               | «Sitting»             | 3:03     |  |
| 6.               | «Facing That»         | 7:35     |  |
| 7.               | «Violet Tree»         | 4:53     |  |
| 8.               | «Staring At Me»       | 1:37     |  |
| 9.               | «I'm Getting Closer»  | 5:19     |  |
| 10.              | «She Stands Up»       | 5:42     |  |
| 11.              | «Caresses»            | 6:31     |  |
| 12.              | «My Face»             | 1:39     |  |
| 13.              | «I'm Happy, She Said» | 10:05    |  |
| 66:22            |                       |          |  |

| Versión reeditada (2005) |                                                                                |          |  |
| N.º                      | Título                                                                         | Duración |  |
| 1.                       | «Last Saturday»                                                                | 0:58     |  |
| 2.                       | «Night»                                                                        | 4:44     |  |
| 3.                       | «At The Party»                                                                 | 1:01     |  |
| 4.                       | «Kelly»                                                                        | 4:27     |  |
| 5.                       | «Sitting»                                                                      | 3:03     |  |
| 6.                       | «Facing That»                                                                  | 7:35     |  |
| 7.                       | «Violet Tree»                                                                  | 4:53     |  |
| 8.                       | «Staring At Me»                                                                | 1:37     |  |
| 9.                       | «I'm Getting Closer»                                                           | 5:19     |  |
| 10.                      | «She Stands Up»                                                                | 5:42     |  |
| 11.                      | «Caresses»                                                                     | 6:31     |  |
| 12.                      | «Slowly» (incluida exclusivamente en la versión reeditada de 2005)             | 4:58     |  |
| 13.                      | «My Face»                                                                      | 1:39     |  |
| 14.                      | «I'm Happy, She Said» (termina en 10:10; contiene una canción oculta en 15:10) | 17:52    |  |
| 70:23                    |                                                                                |          |  |